# گلوبال پیمنتس
گلوبال پیمنتس (انگلیسی: Global Payments) شرکت فناوری اطلاعات آمریکایی است، که در سال ۲۰۰۰ توسط شرکت مک‌کسان تأسیس شد.